# Bastnäsit
Bastnäsit är en sällsynt mineral, i en familj av tre karbonatfluoridmineraler. Det finns bastnäsit-(Ce) med den kemiska formeln (Ce,La)CO3F, bastnäsit-(La): (La,Ce)CO3F och bastnäsit-(Y): (Y,Ce)CO3F. (Cerium (Ce), Lantan (La) och Yttrium (Y) är sällsynta jordartsmetaller.) En del av bastnäsiterna innehåller OH− istället för F− och får namnet hydroxylbastnäsit. Det mesta av bastnäsit är bastnäsit-(Ce), och cerium är den överlägset vanligaste av de sällsynta jordartsmetallerna i denna klass av mineraler.
Ce-varianten beskrevs första gången 1838 från Bastnäs av Wilhelm Hisinger, och den förekommer där som honungsgula, smutsgula eller vaxgula prismor eller plattor. Den är uppkallad efter Bastnäsgruvan nära Riddarhyttan i Västmanland. Bastnäsit förekommer också som exemplar av mycket hög kvalitet i Zagibergen i Pakistan. Bastnäsit förekommer i alkaligranit och syenit och i tillhörande pegmatiter. Den förekommer också i karbonatiter och i associerade feniter och andra metasomatiter.

## Struktur

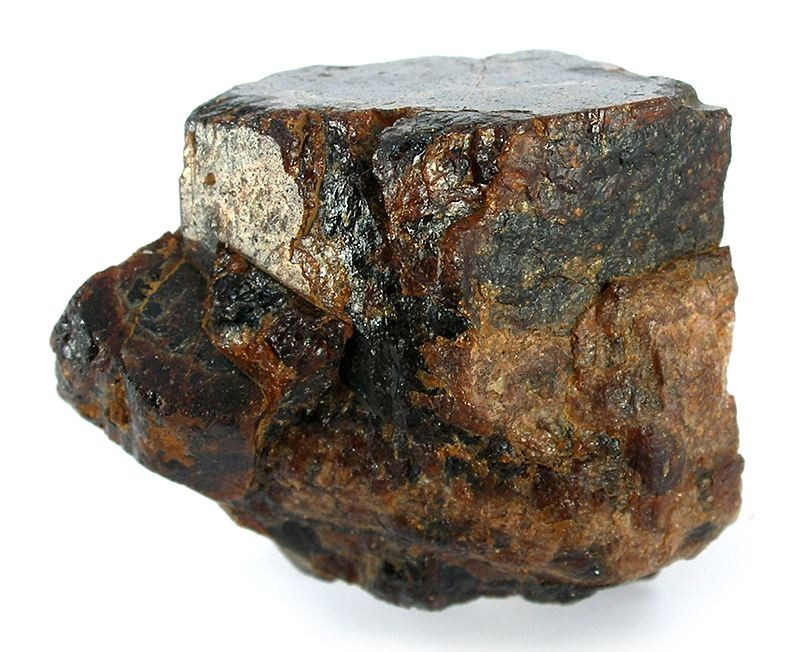
Bastnäsitkristall från Manitou District, El Paso County, Colorado, USA (storlek: 4,3×3,8×3,3 cm)

Bastnäsit har cerium, lantan och yttrium i sin generaliserade formel, men officiellt är mineralet uppdelat i tre mineraler baserade på det dominerande sällsynta jordartselementet. Det finns bastnäsit-(Ce) med en mer exakt formel för (Ce, La)CO3F. Det finns även bastnäsit-(La) med formeln (La, Ce)CO3F och slutligen bastnäsit-(Y) med formeln (Y, Ce)CO3F. Det är liten skillnad mellan dessa tre när det gäller fysikaliska egenskaper, och den vanligaste bastnäsiten är bastnäsit-(Ce). Cerium i de flesta naturliga bastnäsiter dominerar vanligtvis över de övriga. Bastnäsit och fosfatmineralen monazit är de två största källorna till cerium, en viktig industriell metall.

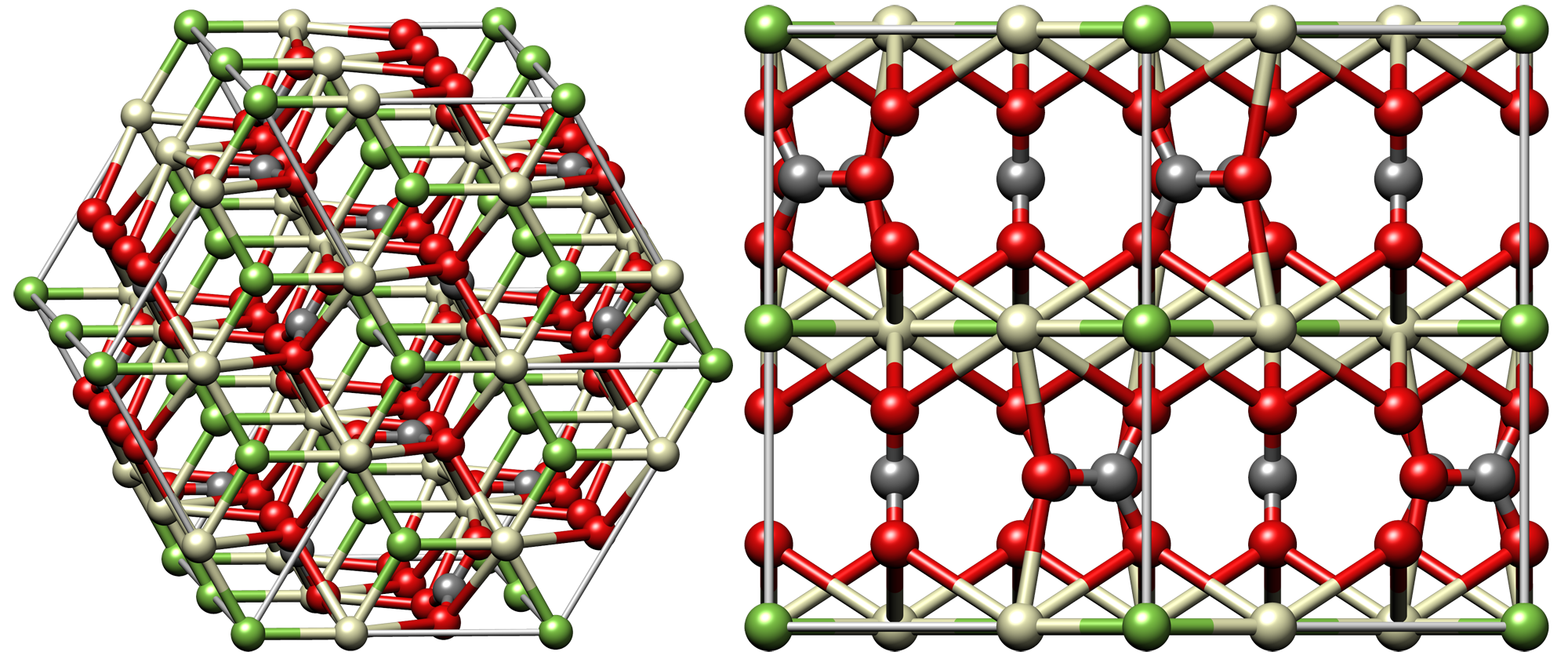
Kristallstruktur av bastnäsit-(Ce). Färgkod: kol, C, blågrå, fluorin, F, grön, cerium, Ce, vit, syre, O, röd.

Bastnäsit är nära besläktad med mineralserien parisiten. De två är båda sällsynta jordartsmetaller och fluorkarbonater, men parisits formel för Ca(Ce, La, Nd)2(CO3)3F2 innehåller kalcium (och en liten mängd neodym) och ett annat förhållande mellan joner. Parisit kan ses som en formelenhet av kalcit (CaCO3) som adderas till två formelenheter för bastnäsit. Faktum är att de två har visat sig förändras fram och tillbaka med tillsats eller förlust av CaCO3 i naturliga miljöer.
Bastnäsit bildar en serie med mineralerna hydroxylbastnäsit-(Ce) [(Ce,La)CO3(OH,F)] och hydroxylbastnäsit-(Nd). De tre ingår i en substitutionsserie som involverar möjlig substitution av fluoridjoner (F−) med hydroxyl(OH−)-joner.

## Namn

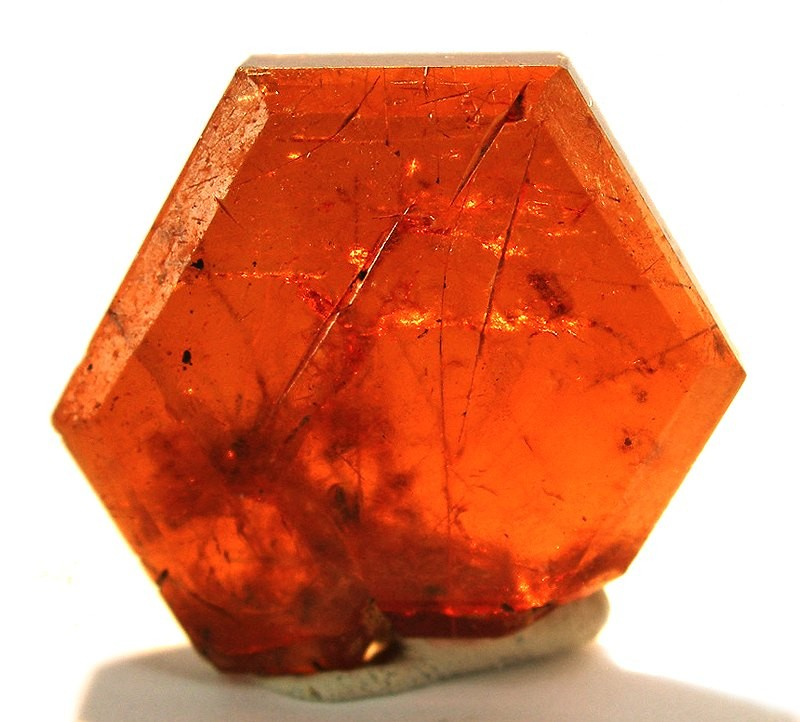
Bastnäsitkristall, Zagi Mountain, Federally Administered Tribal Areas, Pakistan. Storlek: 1.,5×1,5×0,3 cm.

Bastnäsiten har fått sitt namn från dess typort, Bastnäsgruvan vid Riddarhyttan i Västmanland. Malm från Bastnäsgruvan ledde till upptäckten av flera nya mineraler och kemiska grundämnen av svenska forskare som Jöns Jakob Berzelius, Wilhelm Hisinger och Carl Gustaf Mosander. Bland dessa finns de kemiska grundämnena cerium (beskrevs av Hisinger 1803) och lantan (1839). Hisinger, som också var ägare till Bastnäsgruvan, valde att namnge en av de nya mineralerna bastnäsit när den först beskrevs av honom 1838.

## Förekomst
Även om det är en sällsynt mineral och aldrig förekommer i stora koncentrationer, är den en av de vanligare sällsynta jordartsmetallkarbonaterna. Bastnäsit har hittats i karstbauxitfyndigheter i Ungern, Grekland och Balkanregionen. Den finns även i karbonatiter, en sällsynt karbonatmagmatisk intrusiv bergart, vid Fen-komplexert i Norge, Bayan Obo i Mongoliet, Kangankunde i Malawi, Kizilcaoren i Turkiet och Mountain Pass’ gruva för sällsynta jordartsmetaller i Kalifornien i USA. Vid Mountain Pass är bastnäsit den ledande malmmineralen. En del bastnäsit har hittats i de ovanliga graniterna i Langesundsfjordområdet i Norge, Kolahalvön i Ryssland, Mont Saint-Hilaire gruvor i Ontario och Thor Lake-insättningar Northwest Territories i Kanada. Hydrotermiska källor har också rapporterats.
Bildandet av hydroxylbastnäsit (NdCO3OH) kan också ske genom kristallisering av en sällsynt jordartsmetallbärande amorf prekursor. Med ökande temperatur ändras formen hos NdCO3OH-kristaller gradvis till mer komplexa sfärulitiska eller dendritiska morfologier. Utvecklingen av dessa kristallmorfologier har antagits styras av nivån vid vilken övermättnad uppnås i vattenlösningen, under nedbrytningen av den amorfa prekursorn. Vid högre temperatur (till exempel 220 °C), och efter snabb uppvärmning (till exempel < 1 h), bryts den amorfa prekursorn ned snabbt, och den snabba övermättnaden främjar sfärulitisk tillväxt. Vid en lägre temperatur (till exempel 165 °C) och långsam uppvärmning (100 minuter) närmar man sig övermättnadsnivåerna långsammare än vad som krävs för sfärulitisk tillväxt, och sålunda bildas mer regelbundna triangulära pyramidformer.